# 水運館站
水運館站（羅馬化：Vodny stadion）是莫斯科地鐵的一個車站。水運館站開通於1964年，是莫斯科河畔線的一個車站。車站的設計者是N. Demchinsky，Yu. Kolesnikova,和M. Markovsky。車站的名稱來自於附近迪納摩水運館和莫斯科河。